# Élections municipales de 2020 en Charente-Maritime
Des élections municipales en Charente-Maritime étaient prévues les 15 et 22 mars 2020. Comme dans le reste de la France, le report du second tour est annoncé en pleine crise sanitaire liée à la propagation du coronavirus (Covid-19).

## Analyse
Au premier tour, la totalité des conseillers municipaux et communautaires ont été élus sur 87 % des communes du département (403 sur 463). L'élection des maires et adjoints qui devait s'effectuer avant le 23 mars est reportée en raison de la pandémie de maladie à coronavirus. Les conseillers municipaux élus dès le premier tour entrent finalement en fonction le 18 mai 2020, tandis que les maires et les adjoints devraient être élus lors de la première réunion de chaque conseil municipal, prévue entre le 23 et le 28 mai.
Le deuxième tour, prévu initialement le 22 mars, est d'abord reporté sine die, puis fixé au 28 juin 2020.

## Maires sortants et maires élus
À l'exception de Dompierre-sur-Mer et Marans, la gauche échoue à reprendre les villes perdues lors du précédent renouvellement, à Saint-Pierre-d'Oléron et surtout Rochefort et Saintes. D'autres pertes viennent s'ajouter à ce bilan négatif pour la gauche, à Angoulins, Aytré, Dolus-d'Oléron, Meschers-sur-Gironde, Périgny et Saint-Xandre. Grande gagnante de ce scrutin, la droite devient majoritaire dans le département en nombre de villes.
| Commune                                  | Population | Maire sortant           | Parti | Parti | Maire élu               | Parti | Parti |
| ---------------------------------------- | ---------- | ----------------------- | ----- | ----- | ----------------------- | ----- | ----- |
| Aigrefeuille-d'Aunis                     | 3 958      | Gilles Gay              |       | DVD   | Gilles Gay              |       | DVD   |
| Angoulins                                | 3 880      | Daniel Vailleau         |       | PS    | Jean-Pierre Nivet       |       | DVD   |
| Aytré                                    | 8 706      | Alain Tuillière         |       | PS    | Tony Loisel             |       | DVD   |
| Chaniers                                 | 3 589      | Éric Pannaud            |       | DVD   | Éric Pannaud            |       | DVD   |
| Châtelaillon-Plage                       | 5 923      | Jean-Louis Léonard      |       | LR    | Stéphane Villain        |       | LR    |
| Dompierre-sur-Mer                        | 5 387      | David Caron             |       | LR    | Guillaume Krabal        |       | DVG   |
| Échillais                                | 3 512      | Michel Gaillot          |       | DVG   | Claude Maugan           |       | DVG   |
| Fouras                                   | 4 046      | Sylvie Marcilly         |       | DVD   | Sylvie Marcilly         |       | DVD   |
| La Rochelle                              | 75 736     | Jean-François Fountaine |       | DVG   | Jean-François Fountaine |       | DVG   |
| La Tremblade                             | 4 489      | Laurence Osta Amigo     |       | DVD   | Laurence Osta Amigo     |       | DVD   |
| Lagord                                   | 7 100      | Antoine Grau            |       | DVG   | Antoine Grau            |       | DVG   |
| Le Château-d'Oléron                      | 4 174      | Michel Parent           |       | LR    | Michel Parent           |       | LR    |
| Marans                                   | 4 517      | Thierry Belhadj         |       | DVD   | Jean-Marie Bodin        |       | DVG   |
| Marennes-Hiers-Brouage                   | 6 273      | Mickaël Vallet          |       | PS    | Mickaël Vallet          |       | PS    |
| Nieul-sur-Mer                            | 5 767      | Henri Lambert           |       | PRG   | Marc Maigné             |       | PRG   |
| Périgny                                  | 8 281      | Guy Denier              |       | PRG   | Marie Ligonnière        |       | DVG   |
| Pons                                     | 4 152      | Jacky Botton            |       | DVD   | Jacky Botton            |       | DVD   |
| Puilboreau                               | 5 993      | Alain Drapeau           |       | DVG   | Alain Drapeau           |       | DVG   |
| Rochefort                                | 24 047     | Hervé Blanché           |       | LR    | Hervé Blanché           |       | LR    |
| Royan                                    | 18 372     | Patrick Marengo         |       | LR    | Patrick Marengo         |       | LR    |
| Saint-Georges-d'Oléron                   | 3 700      | Éric Proust             |       | MoDem | Dominique Rabelle       |       | LR    |
| Saint-Georges-de-Didonne                 | 5 356      | Jean-Marc Bouffard      |       | DVD   | François Richaud        |       | DVD   |
| Saint-Jean-d'Angély                      | 7 066      | Françoise Mesnard       |       | PS    | Françoise Mesnard       |       | PS    |
| Saint-Palais-sur-Mer                     | 3 889      | Claude Baudin           |       | DVD   | Claude Baudin           |       | DVD   |
| Saint-Pierre-d'Oléron                    | 6 762      | Christophe Sueur        |       | DVD   | Christophe Sueur        |       | DVD   |
| Saint-Xandre                             | 4 718      | Christian Perez         |       | PRG   | Évelyne Ferrand         |       | LR    |
| Sainte-Soulle                            | 4 401      | Christian Grimpret      |       | PRG   | Bertrand Ayral          |       | DVG   |
| Saintes                                  | 25 355     | Jean-Philippe Machon    |       | DVD   | Bruno Drapron           |       | UDI   |
| Saujon                                   | 7 183      | Pascal Ferchaud         |       | PRG   | Pascal Ferchaud         |       | PRG   |
| Surgères                                 | 6 820      | Catherine Desprez       |       | LR    | Catherine Desprez       |       | LR    |
| Tonnay-Charente                          | 7 990      | Éric Authiat            |       | PS    | Éric Authiat            |       | PS    |
| Vaux-sur-Mer                             | 3 783      | Danièle Carrère         |       | DVD   | Patrice Libelli         |       | DVD   |
| * Ne sont pas candidat à leur réélection |            |                         |       |       |                         |       |       |

### Résultats en nombre de maires
| Partis       | Partis           | Maires sortants | Maires élus | Évolution     |
| ------------ | ---------------- | --------------- | ----------- | ------------- |
|              | Parti socialiste | 6               | 4           | 2             |
|              | PRG              | 5               | 1           | 4             |
|              | Divers gauche    | 9               | 10          | 1             |
| Total gauche | Total gauche     | 21              | 15          | 6             |
|              | Les Républicains | 8               | 5           | 3             |
|              | Divers droite    | 10              | 17          | 7             |
|              | UDI              | 1               | 1           | en stagnation |
| Total droite | Total droite     | 19              | 23          | 4             |
|              | Divers centre    | 0               | 1           | 1             |
| Total centre | Total centre     | 0               | 1           | 1             |
|              | Sans étiquette   | 2               | 3           | 1             |
| Total        | Total            | 42              | 42          | -             |

## Résultats dans les communes de plus de3 000 habitants

### Aigrefeuille-d'Aunis
- Maire sortant : Gilles Gay (DVD) est candidat à sa réélection.

|                          | Gilles Gay,              | DVD                      | 894   | 56,79 | 22 | 5 |  |  |
|                          | Thierry Andrieu          | DVG                      | 426   | 27,06 | 3  | 0 |  |  |
|                          | Dominique Martinez       | DVG                      | 254   | 16,13 | 2  | 0 |  |  |
|                          |                          |                          |       |       |    |   |  |  |
| Votes valides            | Votes valides            | Votes valides            | 1 574 | 98,74 |    |   |  |  |
| Votes blancs             | Votes blancs             | Votes blancs             | 19    | 1,17  |    |   |  |  |
| Votes nuls               | Votes nuls               | Votes nuls               | 34    | 2,09  |    |   |  |  |
| Total                    | Total                    | Total                    | 1 627 | 100   | 27 | 5 |  |  |
| Abstention               | Abstention               | Abstention               | 1 681 | 50,82 |    |   |  |  |
| Inscrits / participation | Inscrits / participation | Inscrits / participation | 3 308 | 49,18 |    |   |  |  |

### Angoulins
- Maire sortant : Daniel Vailleau (PS) n'est pas candidat à sa réélection.

| Tête de liste            | Tête de liste            | Liste                    | Premier tour | Premier tour | Second tour | Second tour | Sièges | Sièges |
| Tête de liste            | Tête de liste            | Liste                    | Voix         | %            | Voix        | %           | CM     | CC     |
| ------------------------ | ------------------------ | ------------------------ | ------------ | ------------ | ----------- | ----------- | ------ | ------ |
|                          | Jean-Pierre Nivet        | DVD                      | 675          | 40,76        | 985         | 58,52       | 22     | 2      |
|                          | Thierry Lepesant         | DVG                      | 622          | 37,56        | 698         | 41,47       | 5      | 0      |
|                          | Hélène Pigeonnier        | DVC                      | 359          | 21,67        |             |             |        |        |
|                          |                          |                          |              |              |             |             |        |        |
| Votes valides            | Votes valides            | Votes valides            | 1 656        | 97,76        |             |             |        |        |
| Votes blancs             | Votes blancs             | Votes blancs             | 19           | 1,12         |             |             |        |        |
| Votes nuls               | Votes nuls               | Votes nuls               | 19           | 1,12         |             |             |        |        |
| Total                    | Total                    | Total                    | 1 694        | 100          |             | 100         | 27     | 2      |
| Abstention               | Abstention               | Abstention               | 1 703        | 50,13        |             |             |        |        |
| Inscrits / participation | Inscrits / participation | Inscrits / participation | 3 397        | 49,87        |             |             |        |        |

### Arvert
- Maire sortant : Michel Priouzeau (DVG), n'est pas candidat à sa réélection.

| Tête de liste            | Tête de liste             | Liste                    | Premier tour | Premier tour | Second tour | Second tour | Sièges | Sièges |
| Tête de liste            | Tête de liste             | Liste                    | Voix         | %            | Voix        | %           | CM     | CC     |
| ------------------------ | ------------------------- | ------------------------ | ------------ | ------------ | ----------- | ----------- | ------ | ------ |
|                          | Marie-Christine Peraudeau | DVG                      | 573          | 44,17        | 802         | 65,79       | 19     | 2      |
|                          | Philippe André Maissant   | DIV                      | 406          | 31,30        | 417         | 34,20       | 4      | 0      |
|                          | Dominique Grasset         | DIV                      | 318          | 24,51        |             |             |        |        |
|                          |                           |                          |              |              |             |             |        |        |
| Votes valides            | Votes valides             | Votes valides            | 1 297        | 96,57        |             |             |        |        |
| Votes blancs             | Votes blancs              | Votes blancs             | 21           | 1,56         |             |             |        |        |
| Votes nuls               | Votes nuls                | Votes nuls               | 25           | 1,86         |             |             |        |        |
| Total                    | Total                     | Total                    | 1 343        | 100          |             | 100         | 23     | 2      |
| Abstention               | Abstention                | Abstention               | 1 746        | 56,52        |             |             |        |        |
| Inscrits / participation | Inscrits / participation  | Inscrits / participation | 3 089        | 43,48        |             |             |        |        |

### Aytré
- Maire sortant : Alain Tuillière (PS), n'est pas candidat à sa réélection.

| Tête de liste            | Tête de liste            | Liste                    | Premier tour | Premier tour | Second tour | Second tour | Sièges | Sièges |
| Tête de liste            | Tête de liste            | Liste                    | Voix         | %            | Voix        | %           | CM     | CC     |
| ------------------------ | ------------------------ | ------------------------ | ------------ | ------------ | ----------- | ----------- | ------ | ------ |
|                          | Hélène Rata              | DVG                      | 806          | 35,55        | 960         | 37.88       | 5      | 1      |
|                          | Tony Loisel              | DVD                      | 800          | 35,28        | 964         | 38.04       | 21     | 3      |
|                          | Arnaud Latreuille,       | DVG                      | 661          | 29,15        | 610         | 24,07       | 3      | 0      |
|                          |                          |                          |              |              |             |             |        |        |
| Votes valides            | Votes valides            | Votes valides            | 2 267        | 96,18        |             |             |        |        |
| Votes blancs             | Votes blancs             | Votes blancs             | 38           | 1,61         |             |             |        |        |
| Votes nuls               | Votes nuls               | Votes nuls               | 52           | 2,21         |             |             |        |        |
| Total                    | Total                    | Total                    | 2 357        | 100          |             | 100         | 29     | 4      |
| Abstention               | Abstention               | Abstention               | 3 489        | 59,68        |             |             |        |        |
| Inscrits / participation | Inscrits / participation | Inscrits / participation | 5 846        | 40,32        |             |             |        |        |

### Bourcefranc-le-Chapus
- Maire sortant : Guy Proteau (UDI) est candidat à sa réélection.

| Tête de liste | Tête de liste     | Liste       | Premier tour | Premier tour | Sièges | Sièges |
| Tête de liste | Tête de liste     | Liste       | Voix         | %            | CM     | CC     |
| ------------- | ----------------- | ----------- | ------------ | ------------ | ------ | ------ |
|               | Guy Proteau,      | UDI         | 942          | 69,52        | 20     | 5      |
|               | Jean-Louis Berthé | DIV         | 413          | 30,47        | 3      | 1      |
|               |                   |             |              |              |        |        |
| Inscrits      | Inscrits          | Inscrits    | 2 761        | 100,00       |        |        |
| Abstentions   | Abstentions       | Abstentions | 1 370        | 49,62        |        |        |
| Votants       | Votants           | Votants     | 1 391        | 50,38        |        |        |
| Blancs        | Blancs            | Blancs      | 16           | 0,58         |        |        |
| Nuls          | Nuls              | Nuls        | 20           | 0,72         |        |        |
| Exprimés      | Exprimés          | Exprimés    | 1 355        | 49,08        |        |        |

### Chaniers
- Maire sortant : Éric Pannaud (DVD) est candidat à sa réélection.

| Tête de liste | Tête de liste | Liste       | Premier tour | Premier tour | Sièges | Sièges |
| Tête de liste | Tête de liste | Liste       | Voix         | %            | CM     | CC     |
| ------------- | ------------- | ----------- | ------------ | ------------ | ------ | ------ |
|               | Éric Pannaud, | DVD         | 870          | 100,00       | 27     | 3      |
|               |               |             |              |              |        |        |
| Inscrits      | Inscrits      | Inscrits    | 2 941        | 100,00       |        |        |
| Abstentions   | Abstentions   | Abstentions | 1 925        | 65,45        |        |        |
| Votants       | Votants       | Votants     | 1 016        | 34,55        |        |        |
| Blancs        | Blancs        | Blancs      | 84           | 2,86         |        |        |
| Nuls          | Nuls          | Nuls        | 62           | 2,11         |        |        |
| Exprimés      | Exprimés      | Exprimés    | 870          | 29,58        |        |        |

### Châtelaillon-Plage
- Maire sortant : Jean-Louis Léonard (LR) n'est pas candidat à sa réélection[20].

| Tête de liste | Tête de liste    | Liste       | Premier tour | Premier tour | Sièges | Sièges |
| Tête de liste | Tête de liste    | Liste       | Voix         | %            | CM     | CC     |
| ------------- | ---------------- | ----------- | ------------ | ------------ | ------ | ------ |
|               | Stéphane Villain | LR          | 2 054        | 78,45        | 26     | 3      |
|               | Christine Cousin | DVG         | 564          | 21,54        | 3      | 0      |
|               |                  |             |              |              |        |        |
| Inscrits      | Inscrits         | Inscrits    | 5 520        | 100,00       |        |        |
| Abstentions   | Abstentions      | Abstentions | 2 821        | 51,11        |        |        |
| Votants       | Votants          | Votants     | 2 699        | 48,89        |        |        |
| Blancs        | Blancs           | Blancs      | 24           | 0,43         |        |        |
| Nuls          | Nuls             | Nuls        | 57           | 1,03         |        |        |
| Exprimés      | Exprimés         | Exprimés    | 2 618        | 47,43        |        |        |

### Dolus-d'Oléron
- Maire sortant : Grégory Gendre (DVG) est candidat à sa réélection.

| Tête de liste            | Tête de liste            | Liste                    | Premier tour | Premier tour | Second tour | Second tour | Sièges | Sièges |
| Tête de liste            | Tête de liste            | Liste                    | Voix         | %            | Voix        | %           | CM     | CC     |
| ------------------------ | ------------------------ | ------------------------ | ------------ | ------------ | ----------- | ----------- | ------ | ------ |
|                          | Thibault Brechkoff       | DVD                      | 677          | 38,46        | 1 014       | 52,32       | 18     | 3      |
|                          | Grégory Gendre,          | DVG                      | 672          | 38,18        | 924         | 47,67       | 5      | 1      |
|                          | Karine Pajot Morlot      | DIV                      | 411          | 23,35        |             |             |        |        |
|                          |                          |                          |              |              |             |             |        |        |
| Votes valides            | Votes valides            | Votes valides            | 1 760        | 98,16        |             |             |        |        |
| Votes blancs             | Votes blancs             | Votes blancs             | 15           | 0,84         |             |             |        |        |
| Votes nuls               | Votes nuls               | Votes nuls               | 18           | 1,00         |             |             |        |        |
| Total                    | Total                    | Total                    | 1 793        | 100          |             | 100         | 23     | 4      |
| Abstention               | Abstention               | Abstention               | 1 287        | 41,79        |             |             |        |        |
| Inscrits / participation | Inscrits / participation | Inscrits / participation | 3 080        | 58,21        |             |             |        |        |

### Dompierre-sur-Mer
- Maire sortant : David Caron (LR) est candidat à sa réélection.

| Tête de liste | Tête de liste    | Liste       | Premier tour | Premier tour | Sièges | Sièges |
| Tête de liste | Tête de liste    | Liste       | Voix         | %            | CM     | CC     |
| ------------- | ---------------- | ----------- | ------------ | ------------ | ------ | ------ |
|               | Guillaume Krabal | DVG         | 1 312        | 60,04        | 24     | 2      |
|               | David Caron,     | LR          | 873          | 39,95        | 5      | 1      |
|               |                  |             |              |              |        |        |
| Inscrits      | Inscrits         | Inscrits    | 4 632        | 100,00       |        |        |
| Abstentions   | Abstentions      | Abstentions | 2 379        | 51,36        |        |        |
| Votants       | Votants          | Votants     | 2 253        | 48,64        |        |        |
| Blancs        | Blancs           | Blancs      | 24           | 0,52         |        |        |
| Nuls          | Nuls             | Nuls        | 44           | 0,95         |        |        |
| Exprimés      | Exprimés         | Exprimés    | 2 185        | 47,17        |        |        |

### Échillais
- Maire sortant : Michel Gaillot (DVG) n'est pas candidat à sa réélection[28].

| Tête de liste | Tête de liste    | Liste       | Premier tour | Premier tour | Sièges | Sièges |
| Tête de liste | Tête de liste    | Liste       | Voix         | %            | CM     | CC     |
| ------------- | ---------------- | ----------- | ------------ | ------------ | ------ | ------ |
|               | Claude Maugan    | DVG         | 664          | 51,91        | 21     | 2      |
|               | Étienne Rousseau | DVD         | 615          | 48,08        | 6      | 1      |
|               |                  |             |              |              |        |        |
| Inscrits      | Inscrits         | Inscrits    | 2 877        | 100,00       |        |        |
| Abstentions   | Abstentions      | Abstentions | 1 539        | 53,49        |        |        |
| Votants       | Votants          | Votants     | 1 338        | 46,51        |        |        |
| Blancs        | Blancs           | Blancs      | 37           | 1,29         |        |        |
| Nuls          | Nuls             | Nuls        | 22           | 0,76         |        |        |
| Exprimés      | Exprimés         | Exprimés    | 1 279        | 44,46        |        |        |

### Fouras
- Maire sortant : Sylvie Marcilly (DVD) est candidate à sa réélection.

| Tête de liste | Tête de liste        | Liste       | Premier tour | Premier tour | Sièges | Sièges |
| Tête de liste | Tête de liste        | Liste       | Voix         | %            | CM     | CC     |
| ------------- | -------------------- | ----------- | ------------ | ------------ | ------ | ------ |
|               | Sylvie Marcilly,     | DVD         | 1 516        | 67,98        | 23     | 3      |
|               | Jean-François Harlet | DVG         | 714          | 32,01        | 4      | 0      |
|               |                      |             |              |              |        |        |
| Inscrits      | Inscrits             | Inscrits    | 3 991        | 100,00       |        |        |
| Abstentions   | Abstentions          | Abstentions | 1 726        | 43,25        |        |        |
| Votants       | Votants              | Votants     | 2 265        | 56,75        |        |        |
| Blancs        | Blancs               | Blancs      | 16           | 0,40         |        |        |
| Nuls          | Nuls                 | Nuls        | 19           | 0,48         |        |        |
| Exprimés      | Exprimés             | Exprimés    | 2 230        | 55,88        |        |        |

### Jonzac
- Maire sortant : Claude Belot (LR) n’est pas candidat à sa réélection.

| Tête de liste | Tête de liste    | Liste       | Premier tour | Premier tour | Sièges | Sièges |
| Tête de liste | Tête de liste    | Liste       | Voix         | %            | CM     | CC     |
| ------------- | ---------------- | ----------- | ------------ | ------------ | ------ | ------ |
|               | Christophe Cabri | DVD         | 778          | 100,00       | 23     | 6      |
|               |                  |             |              |              |        |        |
| Inscrits      | Inscrits         | Inscrits    | 2 597        | 100,00       |        |        |
| Abstentions   | Abstentions      | Abstentions | 1 653        | 63,65        |        |        |
| Votants       | Votants          | Votants     | 944          | 36,35        |        |        |
| Blancs        | Blancs           | Blancs      | 72           | 2,77         |        |        |
| Nuls          | Nuls             | Nuls        | 94           | 3,62         |        |        |
| Exprimés      | Exprimés         | Exprimés    | 778          | 29,96        |        |        |

### La Jarrie
- Maire sortant : David Baudon (PS), est candidat à sa réélection[31].

| Tête de liste | Tête de liste | Liste       | Premier tour | Premier tour | Sièges | Sièges |
| Tête de liste | Tête de liste | Liste       | Voix         | %            | CM     | CC     |
| ------------- | ------------- | ----------- | ------------ | ------------ | ------ | ------ |
|               | David Baudon  | PS          | 794          | 100,00       | 23     | 2      |
|               |               |             |              |              |        |        |
| Inscrits      | Inscrits      | Inscrits    | 2 707        | 100,00       |        |        |
| Abstentions   | Abstentions   | Abstentions | 1 830        | 67,60        |        |        |
| Votants       | Votants       | Votants     | 877          | 32,40        |        |        |
| Blancs        | Blancs        | Blancs      | 36           | 1,33         |        |        |
| Nuls          | Nuls          | Nuls        | 47           | 1,74         |        |        |
| Exprimés      | Exprimés      | Exprimés    | 794          | 29,33        |        |        |

### La Rochelle
- Maire sortant : Jean-François Fountaine (DVG), est candidat à sa réélection.

| Tête de liste            | Tête de liste            | Liste                    | Premier tour | Premier tour | Second tour | Second tour | Sièges | Sièges |
| Tête de liste            | Tête de liste            | Liste                    | Voix         | %            | Voix        | %           | CM     | CC     |
| ------------------------ | ------------------------ | ------------------------ | ------------ | ------------ | ----------- | ----------- | ------ | ------ |
|                          | Jean-François Fountaine, | PS-LREM                  | 6 328        | 32,61        | 8 851       | 41,96       | 35     | 24     |
|                          | Olivier Falorni          | PRG                      | 6 454        | 33,26        | 8 670       | 41,10       | 10     | 7      |
|                          | Jean-Marc Soubeste       | EÉLV                     | 3 241        | 16,70        | 3 569       | 16,92       | 4      | 2      |
|                          | Bruno Léal               | LR                       | 1 511        | 7,78         |             |             |        |        |
|                          | Martine Wittevert,       | LFI                      | 1 002        | 5,16         |             |             |        |        |
|                          | Jaouad El Marbouh        | MCR-PCF-G·s-MRC          | 630          | 3,24         |             |             |        |        |
|                          | Antoine Colin            | LO                       | 236          | 1,21         |             |             |        |        |
|                          |                          |                          |              |              |             |             |        |        |
| Votes valides            | Votes valides            | Votes valides            | 19 402       | 98,18        |             |             |        |        |
| Votes blancs             | Votes blancs             | Votes blancs             | 135          | 0,68         |             |             |        |        |
| Votes nuls               | Votes nuls               | Votes nuls               | 225          | 1,14         |             |             |        |        |
| Total                    | Total                    | Total                    | 19 762       | 100          |             | 100         | 49     | 33     |
| Abstention               | Abstention               | Abstention               | 32 144       | 61,93        |             |             |        |        |
| Inscrits / participation | Inscrits / participation | Inscrits / participation | 51 906       | 38,07        |             |             |        |        |

| |                     |     |   |   |   |    |    |    |   |   |
| La liste RN n'a pas pu être déposée à la préfecture, faute de suffisamment de colistiers (27 février 2020) |                     |     |   |   |   |    |    |    |   |   |
| Ipsos-Sopra-Steria                                                                                         | 28/01 au 04/02/2020 | 601 | 2 | 3 | 7 | 16 | 28 | 29 | 9 | 6 |

N.B. :
- en gras sur fond coloré : le candidat arrivé en tête du sondage ;
- en gras sur fond blanc le candidat arrivé en deuxième position du sondage.

### La Tremblade
- Maire sortant : Laurence Osta-Amigo (DVD), est candidate à sa réélection.

| Tête de liste            | Tête de liste            | Liste                    | Premier tour | Premier tour | Second tour | Second tour | Sièges | Sièges |
| Tête de liste            | Tête de liste            | Liste                    | Voix         | %            | Voix        | %           | CM     | CC     |
| ------------------------ | ------------------------ | ------------------------ | ------------ | ------------ | ----------- | ----------- | ------ | ------ |
|                          | Laurence Osta-Amigo,     | DVD                      | 838          | 42,25        | 1 116       | 50,61       | 21     | 2      |
|                          | Yves Tavernier,          | DVD                      | 704          | 35,50        | 1 089       | 49,38       | 6      | 1      |
|                          | Michel Vollet            | DVD                      | 441          | 22,23        | 1 089       | 49,38       | 6      | 1      |
|                          |                          |                          |              |              |             |             |        |        |
| Votes valides            | Votes valides            | Votes valides            | 1 983        | 97,02        |             |             |        |        |
| Votes blancs             | Votes blancs             | Votes blancs             | 27           | 1,32         |             |             |        |        |
| Votes nuls               | Votes nuls               | Votes nuls               | 34           | 1,66         |             |             |        |        |
| Total                    | Total                    | Total                    | 2 044        | 100          |             | 100         | 27     | 3      |
| Abstention               | Abstention               | Abstention               | 2 118        | 50,89        |             |             |        |        |
| Inscrits / participation | Inscrits / participation | Inscrits / participation | 4 162        | 49,11        |             |             |        |        |

### Lagord
- Maire sortant : Antoine Grau (DVG), est candidat à sa réélection.

| Tête de liste | Tête de liste | Liste       | Premier tour | Premier tour | Sièges | Sièges |
| Tête de liste | Tête de liste | Liste       | Voix         | %            | CM     | CC     |
| ------------- | ------------- | ----------- | ------------ | ------------ | ------ | ------ |
|               | Antoine Grau, | DVG         | 1 426        | 100,00       | 29     | 3      |
|               |               |             |              |              |        |        |
| Inscrits      | Inscrits      | Inscrits    | 6 008        | 100,00       |        |        |
| Abstentions   | Abstentions   | Abstentions | 4 375        | 72,82        |        |        |
| Votants       | Votants       | Votants     | 1 633        | 27,18        |        |        |
| Blancs        | Blancs        | Blancs      | 122          | 2,03         |        |        |
| Nuls          | Nuls          | Nuls        | 85           | 1,41         |        |        |
| Exprimés      | Exprimés      | Exprimés    | 1 426        | 23,74        |        |        |

### Le Château-d'Oléron
- Maire sortant : Michel Parent (LR) est candidat à sa réélection.

| Tête de liste | Tête de liste  | Liste       | Premier tour | Premier tour | Sièges | Sièges |
| Tête de liste | Tête de liste  | Liste       | Voix         | %            | CM     | CC     |
| ------------- | -------------- | ----------- | ------------ | ------------ | ------ | ------ |
|               | Michel Parent, | LR          | 1 191        | 77,33        | 24     | 5      |
|               | Loïc Charles   | DVD         | 349          | 22,66        | 3      | 0      |
|               |                |             |              |              |        |        |
| Inscrits      | Inscrits       | Inscrits    | 3 658        | 100,00       |        |        |
| Abstentions   | Abstentions    | Abstentions | 2 047        | 55,96        |        |        |
| Votants       | Votants        | Votants     | 1 611        | 44,04        |        |        |
| Blancs        | Blancs         | Blancs      | 37           | 1,01         |        |        |
| Nuls          | Nuls           | Nuls        | 34           | 0,93         |        |        |
| Exprimés      | Exprimés       | Exprimés    | 1 540        | 42,10        |        |        |

### Marans
- Maire sortant : Thierry Belhadj (DVD) est candidat à sa réélection[50].

| Tête de liste            | Tête de liste            | Liste                    | Premier tour | Premier tour | Second tour | Second tour | Sièges | Sièges |
| Tête de liste            | Tête de liste            | Liste                    | Voix         | %            | Voix        | %           | CM     | CC     |
| ------------------------ | ------------------------ | ------------------------ | ------------ | ------------ | ----------- | ----------- | ------ | ------ |
|                          | Jean-Marie Bodin         | DVG                      | 504          | 28,76        | 702         | 37,50       | 19     | 4      |
|                          | Thierry Belhadj,         | DVD                      | 446          | 25,45        | 587         | 31,35       | 4      | 1      |
|                          | Mauricette Maingot,      | DVC                      | 412          | 23,51        | 583         | 31,14       | 4      | 1      |
|                          | Olivier Martin           | DVD                      | 390          | 22,26        | 583         | 31,14       | 4      | 1      |
|                          |                          |                          |              |              |             |             |        |        |
| Votes valides            | Votes valides            | Votes valides            | 1 752        | 97,01        |             |             |        |        |
| Votes blancs             | Votes blancs             | Votes blancs             | 17           | 0,94         |             |             |        |        |
| Votes nuls               | Votes nuls               | Votes nuls               | 37           | 2,05         |             |             |        |        |
| Total                    | Total                    | Total                    | 1 806        | 100          |             | 100         | 27     | 6      |
| Abstention               | Abstention               | Abstention               | 1 832        | 50,36        |             |             |        |        |
| Inscrits / participation | Inscrits / participation | Inscrits / participation | 3 638        | 49,64        |             |             |        |        |

### Marennes-Hiers-Brouage
- Maire sortant : Mickaël Vallet (PS) est candidat à sa réélection.

| Tête de liste | Tête de liste   | Liste       | Premier tour | Premier tour | Sièges | Sièges |
| Tête de liste | Tête de liste   | Liste       | Voix         | %            | CM     | CC     |
| ------------- | --------------- | ----------- | ------------ | ------------ | ------ | ------ |
|               | Mickaël Vallet, | PS          | 1 632        | 72,53        | 29     | 10     |
|               | Richard Guérit  | RN          | 618          | 27,46        | 4      | 1      |
|               |                 |             |              |              |        |        |
| Inscrits      | Inscrits        | Inscrits    | 5 142        | 100,00       |        |        |
| Abstentions   | Abstentions     | Abstentions | 2 761        | 53,70        |        |        |
| Votants       | Votants         | Votants     | 2 381        | 46,30        |        |        |
| Blancs        | Blancs          | Blancs      | 66           | 1,28         |        |        |
| Nuls          | Nuls            | Nuls        | 65           | 1,26         |        |        |
| Exprimés      | Exprimés        | Exprimés    | 2 250        | 43,76        |        |        |

### Marsilly
- Maire sortant : Hervé Pineau (DIV) est candidat à sa réélection.

| Tête de liste | Tête de liste      | Liste       | Premier tour | Premier tour | Sièges | Sièges |
| Tête de liste | Tête de liste      | Liste       | Voix         | %            | CM     | CC     |
| ------------- | ------------------ | ----------- | ------------ | ------------ | ------ | ------ |
|               | Hervé Pineau       | DIV         | 767          | 59,27        | 19     | 2      |
|               | Philippe Chanabaud | DIV         | 527          | 40,72        | 4      | 0      |
|               |                    |             |              |              |        |        |
| Inscrits      | Inscrits           | Inscrits    | 2 535        | 100,00       |        |        |
| Abstentions   | Abstentions        | Abstentions | 1 215        | 47,93        |        |        |
| Votants       | Votants            | Votants     | 1 320        | 52,07        |        |        |
| Blancs        | Blancs             | Blancs      | 4            | 0,16         |        |        |
| Nuls          | Nuls               | Nuls        | 22           | 0,87         |        |        |
| Exprimés      | Exprimés           | Exprimés    | 1 294        | 51,05        |        |        |

### Meschers-sur-Gironde
- Maire sortant : Dominique Decourt (DVG) n'est pas candidat à sa réélection[56].

| Tête de liste            | Tête de liste            | Liste                    | Premier tour | Premier tour | Second tour | Second tour | Sièges | Sièges |
| Tête de liste            | Tête de liste            | Liste                    | Voix         | %            | Voix        | %           | CM     | CC     |
| ------------------------ | ------------------------ | ------------------------ | ------------ | ------------ | ----------- | ----------- | ------ | ------ |
|                          | Nicolas Baumgarten       | DVG                      | 437          | 34,19        | 520         | 34,99       | 4      | 0      |
|                          | Françoise Fribourg       | DVD                      | 426          | 33,33        | 533         | 35,86       | 16     | 2      |
|                          | Laurent Dartenuc,        | DVG                      | 415          | 32,47        | 433         | 29,13       | 3      | 0      |
|                          |                          |                          |              |              |             |             |        |        |
| Votes valides            | Votes valides            | Votes valides            | 1 278        | 96,97        |             |             |        |        |
| Votes blancs             | Votes blancs             | Votes blancs             | 21           | 1,59         |             |             |        |        |
| Votes nuls               | Votes nuls               | Votes nuls               | 19           | 1,44         |             |             |        |        |
| Total                    | Total                    | Total                    | 1 318        | 100          |             | 100         | 23     | 2      |
| Abstention               | Abstention               | Abstention               | 1 642        | 55,47        |             |             |        |        |
| Inscrits / participation | Inscrits / participation | Inscrits / participation | 2 960        | 44,53        |             |             |        |        |

### Montendre
- Maire sortant : Patrick Giraudeau (PS) est candidat à sa réélection.

| Tête de liste | Tête de liste         | Liste       | Premier tour | Premier tour | Sièges | Sièges |
| Tête de liste | Tête de liste         | Liste       | Voix         | %            | CM     | CC     |
| ------------- | --------------------- | ----------- | ------------ | ------------ | ------ | ------ |
|               | Patrick Giraudeau,    | PS          | 656          | 61,65        | 19     | 5      |
|               | Marie-Françoise Gruel | DVD         | 408          | 38,34        | 4      | 1      |
|               |                       |             |              |              |        |        |
| Inscrits      | Inscrits              | Inscrits    | 2 330        | 100,00       |        |        |
| Abstentions   | Abstentions           | Abstentions | 1 239        | 53,18        |        |        |
| Votants       | Votants               | Votants     | 1 091        | 46,82        |        |        |
| Blancs        | Blancs                | Blancs      | 6            | 0,26         |        |        |
| Nuls          | Nuls                  | Nuls        | 21           | 0,90         |        |        |
| Exprimés      | Exprimés              | Exprimés    | 1 064        | 45,67        |        |        |

### Nieul-sur-Mer
- Maire sortant : Henri Lambert (PRG) n'est pas candidat à sa réélection.

| Tête de liste | Tête de liste    | Liste       | Premier tour | Premier tour | Sièges | Sièges |
| Tête de liste | Tête de liste    | Liste       | Voix         | %            | CM     | CC     |
| ------------- | ---------------- | ----------- | ------------ | ------------ | ------ | ------ |
|               | Marc Maigné      | DVG         | 1 334        | 74,90        | 26     | 3      |
|               | Philippe Durieux | DVD         | 447          | 25,09        | 3      | 0      |
|               |                  |             |              |              |        |        |
| Inscrits      | Inscrits         | Inscrits    | 5 131        | 100,00       |        |        |
| Abstentions   | Abstentions      | Abstentions | 3 297        | 64,26        |        |        |
| Votants       | Votants          | Votants     | 1 834        | 35,74        |        |        |
| Blancs        | Blancs           | Blancs      | 23           | 0,45         |        |        |
| Nuls          | Nuls             | Nuls        | 30           | 0,58         |        |        |
| Exprimés      | Exprimés         | Exprimés    | 1 781        | 34,71        |        |        |

### Périgny
- Maire sortant : Guy Denier (PRG) est candidat à sa réélection.

| Tête de liste            | Tête de liste            | Liste                    | Premier tour | Premier tour | Second tour | Second tour | Sièges | Sièges |
| Tête de liste            | Tête de liste            | Liste                    | Voix         | %            | Voix        | %           | CM     | CC     |
| ------------------------ | ------------------------ | ------------------------ | ------------ | ------------ | ----------- | ----------- | ------ | ------ |
|                          | Marie Ligonnière         | DVD                      | 1 116        | 45,14        | 1 692       | 56,26       | 23     | 3      |
|                          | Guy Denier,              | PRG                      | 1 112        | 44,98        | 1 315       | 43,73       | 6      | 1      |
|                          | Daniel Vince             | PCF                      | 244          | 9,87         |             |             |        |        |
|                          |                          |                          |              |              |             |             |        |        |
| Votes valides            | Votes valides            | Votes valides            | 2 472        | 97,63        |             |             |        |        |
| Votes blancs             | Votes blancs             | Votes blancs             | 28           | 1,11         |             |             |        |        |
| Votes nuls               | Votes nuls               | Votes nuls               | 32           | 1,26         |             |             |        |        |
| Total                    | Total                    | Total                    | 2 532        | 100          |             | 100         | 29     | 4      |
| Abstention               | Abstention               | Abstention               | 3 909        | 60,69        |             |             |        |        |
| Inscrits / participation | Inscrits / participation | Inscrits / participation | 6 441        | 39,31        |             |             |        |        |

### Pons
- Maire sortant : Jacky Botton (SE) est candidat à sa réélection.

| Tête de liste | Tête de liste | Liste       | Premier tour | Premier tour | Sièges | Sièges |
| Tête de liste | Tête de liste | Liste       | Voix         | %            | CM     | CC     |
| ------------- | ------------- | ----------- | ------------ | ------------ | ------ | ------ |
|               | Jacky Botton, | DIV         | 1 054        | 78,36        | 24     | 7      |
|               | Hervé Babin,  | DVD         | 291          | 21,63        | 3      | 1      |
|               |               |             |              |              |        |        |
| Inscrits      | Inscrits      | Inscrits    | 3 257        | 100,00       |        |        |
| Abstentions   | Abstentions   | Abstentions | 1 840        | 56,49        |        |        |
| Votants       | Votants       | Votants     | 1 417        | 43,51        |        |        |
| Blancs        | Blancs        | Blancs      | 28           | 0,86         |        |        |
| Nuls          | Nuls          | Nuls        | 44           | 1,35         |        |        |
| Exprimés      | Exprimés      | Exprimés    | 1 345        | 41,30        |        |        |

### Puilboreau
- Maire sortant : Alain Drapeau (DVG) est candidat à sa réélection.

| Tête de liste | Tête de liste      | Liste       | Premier tour | Premier tour | Sièges | Sièges |
| Tête de liste | Tête de liste      | Liste       | Voix         | %            | CM     | CC     |
| ------------- | ------------------ | ----------- | ------------ | ------------ | ------ | ------ |
|               | Alain Drapeau      | DVG         | 853          | 52,52        | 22     | 2      |
|               | Jocelyne Rocheteau | DVD         | 771          | 47,47        | 7      | 1      |
|               |                    |             |              |              |        |        |
| Inscrits      | Inscrits           | Inscrits    | 4 496        | 100,00       |        |        |
| Abstentions   | Abstentions        | Abstentions | 2 806        | 62,41        |        |        |
| Votants       | Votants            | Votants     | 1 690        | 37,59        |        |        |
| Blancs        | Blancs             | Blancs      | 34           | 0,76         |        |        |
| Nuls          | Nuls               | Nuls        | 32           | 0,71         |        |        |
| Exprimés      | Exprimés           | Exprimés    | 1 624        | 36,12        |        |        |

### Rochefort
- Maire sortant : Hervé Blanché (LR), est candidat à sa réélection.

| Tête de liste            | Tête de liste            | Liste                    | Premier tour | Premier tour | Second tour | Second tour | Sièges | Sièges |
| Tête de liste            | Tête de liste            | Liste                    | Voix         | %            | Voix        | %           | CM     | CC     |
| ------------------------ | ------------------------ | ------------------------ | ------------ | ------------ | ----------- | ----------- | ------ | ------ |
|                          | Hervé Blanché,           | LR                       | 2 866        | 44,52        | 3 494       | 58,86       | 28     | 18     |
|                          | Rémi Letrou,             | DVG                      | 1 389        | 21,57        | 2 442       | 41,13       | 7      | 4      |
|                          | Alexis Blanc,            | DVD                      | 897          | 13,93        |             |             |        |        |
|                          | Dominique Droin          | DVD                      | 595          | 9,24         |             |             |        |        |
|                          | Thierry Kieffer          | DVG                      | 488          | 7,58         |             |             |        |        |
|                          | Frédéric Castello        | LO                       | 202          | 3,13         |             |             |        |        |
|                          |                          |                          |              |              |             |             |        |        |
| Votes valides            | Votes valides            | Votes valides            | 6 437        | 97,16        |             |             |        |        |
| Votes blancs             | Votes blancs             | Votes blancs             | 66           | 1,00         |             |             |        |        |
| Votes nuls               | Votes nuls               | Votes nuls               | 122          | 1,84         |             |             |        |        |
| Total                    | Total                    | Total                    | 6 625        | 100          |             | 100         | 35     | 22     |
| Abstention               | Abstention               | Abstention               | 10 887       | 62,17        |             |             |        |        |
| Inscrits / participation | Inscrits / participation | Inscrits / participation | 17 512       | 37,83        |             |             |        |        |

### Royan
- Maire sortant : Patrick Marengo (LR), est candidat à sa réélection.

| Tête de liste            | Tête de liste            | Liste                    | Premier tour | Premier tour | Second tour | Second tour | Sièges | Sièges |
| Tête de liste            | Tête de liste            | Liste                    | Voix         | %            | Voix        | %           | CM     | CC     |
| ------------------------ | ------------------------ | ------------------------ | ------------ | ------------ | ----------- | ----------- | ------ | ------ |
|                          | Patrick Marengo,         | LR                       | 2 575        | 47,27        | 2 862       | 52,20       | 26     | 11     |
|                          | Thomas Lafarie           | LREM                     | 1 165        | 21,38        | 1 186       | 21,63       | 3      | 1      |
|                          | Jacques Guiard           | DVG                      | 771          | 14,15        | 785         | 14,31       | 2      | 1      |
|                          | Thierry Rogister         | RN                       | 672          | 12,33        | 649         | 11,83       | 2      | 1      |
|                          | René-Luc Chabasse        | DVD                      | 264          | 4,84         |             |             |        |        |
|                          |                          |                          |              |              |             |             |        |        |
| Votes valides            | Votes valides            | Votes valides            | 5 447        | 96,92        |             |             |        |        |
| Votes blancs             | Votes blancs             | Votes blancs             | 36           | 0,64         |             |             |        |        |
| Votes nuls               | Votes nuls               | Votes nuls               | 137          | 2,44         |             |             |        |        |
| Total                    | Total                    | Total                    | 5 620        | 100          |             | 100         | 33     | 14     |
| Abstention               | Abstention               | Abstention               | 10 373       | 64,86        |             |             |        |        |
| Inscrits / participation | Inscrits / participation | Inscrits / participation | 15 993       | 35,14        |             |             |        |        |

### Saint-Georges-d'Oléron
- Maire sortant : Éric Proust (DVG) est candidat à sa réélection.

| Tête de liste | Tête de liste     | Liste       | Premier tour | Premier tour | Sièges | Sièges |
| Tête de liste | Tête de liste     | Liste       | Voix         | %            | CM     | CC     |
| ------------- | ----------------- | ----------- | ------------ | ------------ | ------ | ------ |
|               | Dominique Rabelle | DVD         | 971          | 50,18        | 21     | 4      |
|               | Éric Proust       | DVG         | 805          | 41,60        | 5      | 1      |
|               | Pascal Markowsky  | RN          | 159          | 8,21         | 1      | 0      |
|               |                   |             |              |              |        |        |
| Inscrits      | Inscrits          | Inscrits    | 3 665        | 100,00       |        |        |
| Abstentions   | Abstentions       | Abstentions | 1 693        | 46,19        |        |        |
| Votants       | Votants           | Votants     | 1 972        | 53,81        |        |        |
| Blancs        | Blancs            | Blancs      | 6            | 0,16         |        |        |
| Nuls          | Nuls              | Nuls        | 31           | 0,85         |        |        |
| Exprimés      | Exprimés          | Exprimés    | 1 935        | 52,80        |        |        |

### Saint-Georges-de-Didonne
- Maire sortant : Jean-Marc Bouffard (DVD) est candidat à sa réélection.

| Tête de liste            | Tête de liste                   | Liste                    | Premier tour | Premier tour | Second tour | Second tour | Sièges | Sièges |
| Tête de liste            | Tête de liste                   | Liste                    | Voix         | %            | Voix        | %           | CM     | CC     |
| ------------------------ | ------------------------------- | ------------------------ | ------------ | ------------ | ----------- | ----------- | ------ | ------ |
|                          | Jean-Marc Bouffard,             | DVD                      | 703          | 34,37        | 894         | 37,65       | 5      | 3      |
|                          | François Richaud                | DVD                      | 573          | 28,01        | 1003        | 42,24       | 21     | 1      |
|                          | Laurent Massard                 | DVD                      | 540          | 26,40        | 477         | 20,09       | 3      | 0      |
|                          | Dominique Franque de Luxembourg | DVG                      | 229          | 11,19        |             |             |        |        |
|                          |                                 |                          |              |              |             |             |        |        |
| Votes valides            | Votes valides                   | Votes valides            | 2 045        | 97,57        |             |             |        |        |
| Votes blancs             | Votes blancs                    | Votes blancs             | 19           | 0,91         |             |             |        |        |
| Votes nuls               | Votes nuls                      | Votes nuls               | 32           | 1,53         |             |             |        |        |
| Total                    | Total                           | Total                    | 2 096        | 100          |             | 100         | 29     | 4      |
| Abstention               | Abstention                      | Abstention               | 2 788        | 57,08        |             |             |        |        |
| Inscrits / participation | Inscrits / participation        | Inscrits / participation | 4 884        | 42,92        |             |             |        |        |

### Saint-Jean-d'Angély
- Maire sortant : Françoise Mesnard (PS), est candidate à sa réélection.

| Tête de liste | Tête de liste      | Liste       | Premier tour | Premier tour | Sièges | Sièges |
| Tête de liste | Tête de liste      | Liste       | Voix         | %            | CM     | CC     |
| ------------- | ------------------ | ----------- | ------------ | ------------ | ------ | ------ |
|               | Françoise Mesnard, | PS          | 1 270        | 57,20        | 24     | 13     |
|               | Hénoch Chauvreau,  | DVD         | 384          | 17,29        | 2      | 1      |
|               | Ludovic Boutillier | DVD         | 338          | 15,22        | 2      | 1      |
|               | Patrick Brisset    | LC          | 228          | 10,27        | 1      | 0      |
|               |                    |             |              |              |        |        |
| Inscrits      | Inscrits           | Inscrits    | 5 580        | 100,00       |        |        |
| Abstentions   | Abstentions        | Abstentions | 3 248        | 58,21        |        |        |
| Votants       | Votants            | Votants     | 2 332        | 41,79        |        |        |
| Blancs        | Blancs             | Blancs      | 38           | 0,68         |        |        |
| Nuls          | Nuls               | Nuls        | 74           | 1,33         |        |        |
| Exprimés      | Exprimés           | Exprimés    | 2 220        | 39,78        |        |        |

### Saint-Palais-sur-Mer
- Maire sortant : Claude Baudin (DVD) est candidat à sa réélection.

| Tête de liste | Tête de liste  | Liste       | Premier tour | Premier tour | Sièges | Sièges |
| Tête de liste | Tête de liste  | Liste       | Voix         | %            | CM     | CC     |
| ------------- | -------------- | ----------- | ------------ | ------------ | ------ | ------ |
|               | Claude Baudin, | DVD         | 971          | 60,12        | 22     | 2      |
|               | Guy Demont     | DVD         | 644          | 39,87        | 5      | 1      |
|               |                |             |              |              |        |        |
| Inscrits      | Inscrits       | Inscrits    | 4 060        | 100,00       |        |        |
| Abstentions   | Abstentions    | Abstentions | 2 389        | 58,84        |        |        |
| Votants       | Votants        | Votants     | 1 671        | 41,16        |        |        |
| Blancs        | Blancs         | Blancs      | 33           | 0,81         |        |        |
| Nuls          | Nuls           | Nuls        | 23           | 0,57         |        |        |
| Exprimés      | Exprimés       | Exprimés    | 1 615        | 39,78        |        |        |

### Saint-Pierre-d'Oléron
- Maire sortant : Christophe Sueur (DVD) est candidat à sa réélection.

| Tête de liste | Tête de liste      | Liste       | Premier tour | Premier tour | Sièges | Sièges |
| Tête de liste | Tête de liste      | Liste       | Voix         | %            | CM     | CC     |
| ------------- | ------------------ | ----------- | ------------ | ------------ | ------ | ------ |
|               | Christophe Sueur,  | DVD         | 1 549        | 62,86        | 24     | 7      |
|               | Philippe Raynal    | DVG         | 584          | 23,70        | 3      | 1      |
|               | Séverine Werbrouck | RN          | 331          | 13,43        | 2      | 0      |
|               |                    |             |              |              |        |        |
| Inscrits      | Inscrits           | Inscrits    | 5 698        | 100,00       |        |        |
| Abstentions   | Abstentions        | Abstentions | 3 117        | 54,70        |        |        |
| Votants       | Votants            | Votants     | 2 581        | 45,30        |        |        |
| Blancs        | Blancs             | Blancs      | 66           | 1,16         |        |        |
| Nuls          | Nuls               | Nuls        | 51           | 0,90         |        |        |
| Exprimés      | Exprimés           | Exprimés    | 2 464        | 43,24        |        |        |

### Saint-Sulpice-de-Royan
- Maire sortant : Laurent Mignot (DVD) est candidat à sa réélection.

| Tête de liste | Tête de liste    | Liste       | Premier tour | Premier tour | Sièges | Sièges |
| Tête de liste | Tête de liste    | Liste       | Voix         | %            | CM     | CC     |
| ------------- | ---------------- | ----------- | ------------ | ------------ | ------ | ------ |
|               | Christian Pitard | DIV         | 656          | 55,17        | 18     | 2      |
|               | Laurent Mignot,  | DVD         | 533          | 44,82        | 5      | 0      |
|               |                  |             |              |              |        |        |
| Inscrits      | Inscrits         | Inscrits    | 2 706        | 100,00       |        |        |
| Abstentions   | Abstentions      | Abstentions | 1 491        | 55,10        |        |        |
| Votants       | Votants          | Votants     | 1 215        | 44,90        |        |        |
| Blancs        | Blancs           | Blancs      | 14           | 0,52         |        |        |
| Nuls          | Nuls             | Nuls        | 12           | 0,44         |        |        |
| Exprimés      | Exprimés         | Exprimés    | 1 189        | 43,94        |        |        |

### Saint-Xandre
- Maire sortant : Christian Perez (PRG) n'est pas candidat à sa réélection[98].

| Tête de liste            | Tête de liste            | Liste                    | Premier tour | Premier tour | Second tour | Second tour | Sièges | Sièges |
| Tête de liste            | Tête de liste            | Liste                    | Voix         | %            | Voix        | %           | CM     | CC     |
| ------------------------ | ------------------------ | ------------------------ | ------------ | ------------ | ----------- | ----------- | ------ | ------ |
|                          | Évelyne Ferrand          | DVD                      | 663          | 33,93        | 825         | 40,92       | 20     | 2      |
|                          | Jémina Tallois           | DIV                      | 424          | 21,69        | 498         | 24,70       | 3      | 0      |
|                          | Bernard Bordelais        | DVG                      | 395          | 20,21        | 306         | 15,17       | 2      | 0      |
|                          | Olivier Léonard          | DVD                      | 276          | 14,12        | 192         | 9,52        | 1      | 0      |
|                          | Yvonne Gaborit           | DVG                      | 196          | 10,03        | 195         | 9,67        | 1      | 0      |
|                          |                          |                          |              |              |             |             |        |        |
| Votes valides            | Votes valides            | Votes valides            | 1 954        | 98,39        |             |             |        |        |
| Votes blancs             | Votes blancs             | Votes blancs             | 21           | 1,06         |             |             |        |        |
| Votes nuls               | Votes nuls               | Votes nuls               | 11           | 0,55         |             |             |        |        |
| Total                    | Total                    | Total                    | 1 986        | 100          |             | 100         | 27     | 2      |
| Abstention               | Abstention               | Abstention               | 2 232        | 52,92        |             |             |        |        |
| Inscrits / participation | Inscrits / participation | Inscrits / participation | 4 218        | 47,08        |             |             |        |        |

### Sainte-Marie-de-Ré
- Maire sortant : Gisèle Vergnon (DVD) est candidate à sa réélection.

| Tête de liste | Tête de liste   | Liste       | Premier tour | Premier tour | Sièges | Sièges |
| Tête de liste | Tête de liste   | Liste       | Voix         | %            | CM     | CC     |
| ------------- | --------------- | ----------- | ------------ | ------------ | ------ | ------ |
|               | Gisèle Vergnon, | DVD         | 891          | 54,59        | 18     | 4      |
|               | Didier Guyon,   | DIV         | 741          | 45,40        | 5      | 1      |
|               |                 |             |              |              |        |        |
| Inscrits      | Inscrits        | Inscrits    | 3 182        | 100,00       |        |        |
| Abstentions   | Abstentions     | Abstentions | 1 519        | 47,74        |        |        |
| Votants       | Votants         | Votants     | 1 663        | 52,26        |        |        |
| Blancs        | Blancs          | Blancs      | 17           | 0,53         |        |        |
| Nuls          | Nuls            | Nuls        | 14           | 0,44         |        |        |
| Exprimés      | Exprimés        | Exprimés    | 1 632        | 51,29        |        |        |

### Sainte-Soulle
- Maire sortant : Christian Grimpret (PRG) n'est pas candidat à sa réélection.

| Tête de liste | Tête de liste    | Liste       | Premier tour | Premier tour | Sièges | Sièges |
| Tête de liste | Tête de liste    | Liste       | Voix         | %            | CM     | CC     |
| ------------- | ---------------- | ----------- | ------------ | ------------ | ------ | ------ |
|               | Bertrand Ayral   | DVG         | 805          | 53,63        | 21     | 2      |
|               | Philippe Foucher | DVG         | 696          | 46,36        | 6      | 0      |
|               |                  |             |              |              |        |        |
| Inscrits      | Inscrits         | Inscrits    | 3 593        | 100,00       |        |        |
| Abstentions   | Abstentions      | Abstentions | 2 059        | 57,31        |        |        |
| Votants       | Votants          | Votants     | 1 534        | 42,69        |        |        |
| Blancs        | Blancs           | Blancs      | 18           | 0,50         |        |        |
| Nuls          | Nuls             | Nuls        | 15           | 0,42         |        |        |
| Exprimés      | Exprimés         | Exprimés    | 1 501        | 41,78        |        |        |

### Saintes
- Maire sortant : Jean-Philippe Machon (DVD), est candidat à sa réélection.

| Tête de liste            | Tête de liste            | Liste                    | Premier tour | Premier tour | Second tour | Second tour | Sièges | Sièges |
| Tête de liste            | Tête de liste            | Liste                    | Voix         | %            | Voix        | %           | CM     | CC     |
| ------------------------ | ------------------------ | ------------------------ | ------------ | ------------ | ----------- | ----------- | ------ | ------ |
|                          | Jean-Philippe Machon,    | DVD                      | 1 539        | 21,59        | 1 772       | 23,37       | 4      | 3      |
|                          | Bruno Drapron            | UDI                      | 1 462        | 20,51        | 2 408       | 31,76       | 23     | 17     |
|                          | Rémy Catrou              | LFI                      | 1 363        | 19,12        | 1 224       | 16,14       | 3      | 2      |
|                          | Pierre Dietz,            | DVG                      | 1 254        | 17,59        | 2176        | 28,70       | 5      | 3      |
|                          | Pierre Maudoux           | MoDem                    | 843          | 11,82        | 2176        | 28,70       | 5      | 3      |
|                          | Renée Benchimol-Lauribe, | EÉLV                     | 666          | 9,34         | 2176        | 28,70       | 5      | 3      |
|                          |                          |                          |              |              |             |             |        |        |
| Votes valides            | Votes valides            | Votes valides            | 7 127        | 96,55        |             |             |        |        |
| Votes blancs             | Votes blancs             | Votes blancs             | 84           | 1,14         |             |             |        |        |
| Votes nuls               | Votes nuls               | Votes nuls               | 171          | 2,32         |             |             |        |        |
| Total                    | Total                    | Total                    | 7 382        | 100          |             | 100         | 35     | 25     |
| Abstention               | Abstention               | Abstention               | 11 271       | 60,42        |             |             |        |        |
| Inscrits / participation | Inscrits / participation | Inscrits / participation | 18 653       | 39,58        |             |             |        |        |

### Saujon
- Maire sortant : Pascal Ferchaud (PRG), est candidat à sa réélection.

| Tête de liste | Tête de liste    | Liste       | Premier tour | Premier tour | Sièges | Sièges |
| Tête de liste | Tête de liste    | Liste       | Voix         | %            | CM     | CC     |
| ------------- | ---------------- | ----------- | ------------ | ------------ | ------ | ------ |
|               | Pascal Ferchaud, | PRG         | 1 702        | 79,64        | 26     | 5      |
|               | Pascal Monchaux  | DVD         | 435          | 20,35        | 3      | 0      |
|               |                  |             |              |              |        |        |
| Inscrits      | Inscrits         | Inscrits    | 5 944        | 100,00       |        |        |
| Abstentions   | Abstentions      | Abstentions | 3 702        | 62,28        |        |        |
| Votants       | Votants          | Votants     | 2 242        | 37,72        |        |        |
| Blancs        | Blancs           | Blancs      | 48           | 0,81         |        |        |
| Nuls          | Nuls             | Nuls        | 57           | 0,96         |        |        |
| Exprimés      | Exprimés         | Exprimés    | 2 137        | 35,95        |        |        |

### Surgères
- Maire sortante : Catherine Desprez (LR), est candidate à sa réélection.

| Tête de liste | Tête de liste      | Liste       | Premier tour | Premier tour | Sièges | Sièges |
| Tête de liste | Tête de liste      | Liste       | Voix         | %            | CM     | CC     |
| ------------- | ------------------ | ----------- | ------------ | ------------ | ------ | ------ |
|               | Catherine Desprez, | LR          | 1 210        | 59,69        | 24     | 8      |
|               | Younès Biar,       | DVD         | 431          | 21,26        | 3      | 1      |
|               | Didier Touvron,    | PCF         | 386          | 19,04        | 2      | 1      |
|               |                    |             |              |              |        |        |
| Inscrits      | Inscrits           | Inscrits    | 4 576        | 100,00       |        |        |
| Abstentions   | Abstentions        | Abstentions | 2 482        | 54,24        |        |        |
| Votants       | Votants            | Votants     | 2 094        | 45,76        |        |        |
| Blancs        | Blancs             | Blancs      | 29           | 0,63         |        |        |
| Nuls          | Nuls               | Nuls        | 38           | 0,83         |        |        |
| Exprimés      | Exprimés           | Exprimés    | 2 027        | 44,30        |        |        |

### Tonnay-Charente
- Maire sortant : Éric Authiat (PS), est candidat à sa réélection.

| Tête de liste | Tête de liste         | Liste       | Premier tour | Premier tour | Sièges | Sièges |
| Tête de liste | Tête de liste         | Liste       | Voix         | %            | CM     | CC     |
| ------------- | --------------------- | ----------- | ------------ | ------------ | ------ | ------ |
|               | Éric Authiat,         | PS          | 1 410        | 71,21        | 25     | 6      |
|               | Marie-Chantal Périer, | DVD         | 570          | 28,78        | 4      | 1      |
|               |                       |             |              |              |        |        |
| Inscrits      | Inscrits              | Inscrits    | 5 965        | 100,00       |        |        |
| Abstentions   | Abstentions           | Abstentions | 3 870        | 64,88        |        |        |
| Votants       | Votants               | Votants     | 2 095        | 35,12        |        |        |
| Blancs        | Blancs                | Blancs      | 62           | 1,04         |        |        |
| Nuls          | Nuls                  | Nuls        | 53           | 0,89         |        |        |
| Exprimés      | Exprimés              | Exprimés    | 1 980        | 33,19        |        |        |

### Vaux-sur-Mer
- Maire sortant : Danièle Carrère (DVD), n'est pas candidate à sa réélection.

| Tête de liste | Tête de liste         | Liste       | Premier tour | Premier tour | Sièges | Sièges |
| Tête de liste | Tête de liste         | Liste       | Voix         | %            | CM     | CC     |
| ------------- | --------------------- | ----------- | ------------ | ------------ | ------ | ------ |
|               | Patrice Libelli       | DVD         | 802          | 54,22        | 21     | 2      |
|               | Sophie Huberson-Debry | DVD         | 412          | 27,85        | 4      | 0      |
|               | Ludivine Caramel      | DVD         | 265          | 17,91        | 2      | 0      |
|               |                       |             |              |              |        |        |
| Inscrits      | Inscrits              | Inscrits    | 3 857        | 100,00       |        |        |
| Abstentions   | Abstentions           | Abstentions | 2 355        | 61,06        |        |        |
| Votants       | Votants               | Votants     | 1 502        | 38,94        |        |        |
| Blancs        | Blancs                | Blancs      | 10           | 0,26         |        |        |
| Nuls          | Nuls                  | Nuls        | 12           | 0,34         |        |        |
| Exprimés      | Exprimés              | Exprimés    | 1 479        | 38,35        |        |        |